# Elisabeth Nau (Numismatikerin)
Elisabeth Nau (* 3. März 1916; † 16. Januar 2010 in Stuttgart) war eine deutsche Numismatikerin.

## Leben und Wirken
Elisabeth Nau wurde 1943 an der Ludwig-Maximilians-Universität München mit einer Arbeit über das Schloss und die Gärten in Hohenheim promoviert, die später in zwei Auflagen erschien. Sie leitete von 1949 bis 1981 das Münzkabinett des Württembergischen Landesmuseums in Stuttgart. Von 1967 bis 1981 hatte sie den Vorsitz des Württembergischen Vereins für Münzkunde inne; der Verein würdigte ihr Engagement mit der Ehrenmitgliedschaft (1981), der Herausgabe ihres Schriftenverzeichnisses (1991) und der Verleihung einer Ehrenmedaille (1996). Elisabeth Nau publizierte zahlreiche Bücher und Artikel überwiegend numismatischen Inhalts. Grundlegend und bis heute oft zitiert sind ihre Monographien über den Medailleur Lorenz Natter und die Münzen und Medaillen der oberschwäbischen Städte sowie ihr Aufsatz über die Münzen der Stauferzeit.

## Schriften (Auswahl)
- Lorenz Natter 1705–1763. Gemmenschneider und Medailleur. Biberacher Verl.-Druckerei, Biberach a. d. Riss, 1988.
- Hohenheim. Schloss und Gärten. Mit einem Beitrag von Claudius Coulin. Thorbecke, Sigmaringen, 2. erw. Aufl. 1978. ISBN 978-3-7995-4026-1.
- Epochen der Geldgeschichte. Stuttgart 1972.
- Die Münzen und Medaillen der oberschwäbischen Städte. Kricheldorf, Freiburg i. Br., 1964.
- Münzen der Stauferzeit. In: Die Zeit der Staufer. Katalog der Ausstellung. Band 1. Württembergisches Landesmuseum, Stuttgart, 1977, S. 108–188; dazu Band 2, Abb. 93–127.
- Münzen der Stauferzeit. In: Die Zeit der Staufer. Katalog der Ausstellung. Band 3. Württembergisches Landesmuseum, Stuttgart, 1977, S. 87–102.